# Eckhardt Schultz
Eckhardt Schultz, född den 12 december 1964 i Wolfsburg i Tyskland, är en tysk roddare.
Han tog OS-guld i åtta med styrman i samband med de olympiska roddtävlingarna 1988 i Seoul.